# Banana Republic
Banana Republic es una cadena de tiendas estadounidense fundada en sus orígenes como tienda de ropa para viajes, y actualmente especializada en producción de ropa y accesorios de lujo. Forma parte de la corporación de moda Gap.

## Características
Aun tratándose de una empresa dedicada a la producción de moda con cierto carácter diferencial, con un áurea propia de exclusividad, sus productos no son especialmente caros o dirigidos a un público de alto poder adquisitivo, sino más bien a un público urbano e independiente, con cierta libertad económica, que puede permitirse gastos no excesivos en accesorios y complementos de moda que otorguen un carácter diferenciativo a la imagen personal, huyendo del lujo o la exclusividad propiamente dicha, y centrándose en la calidad y en la producción de colecciones no accesibles a todo el mundo.
En sus catálogos iniciales de finales de los años 70 solía presentar artículos extremadamente exclusivos, high-end en el mundo de la moda, con historietas de lugares exóticos, generalmente ficticias, así como artículos más accesibles al gran público integrados deliberadamente con los anteriores para lograr un in-crescendo en la imagen de estos. La empresa tenía como principal competidor en la época al catálogo de moda de J. Peterman que aparecía en las tiras cómicas de Seinfeld.

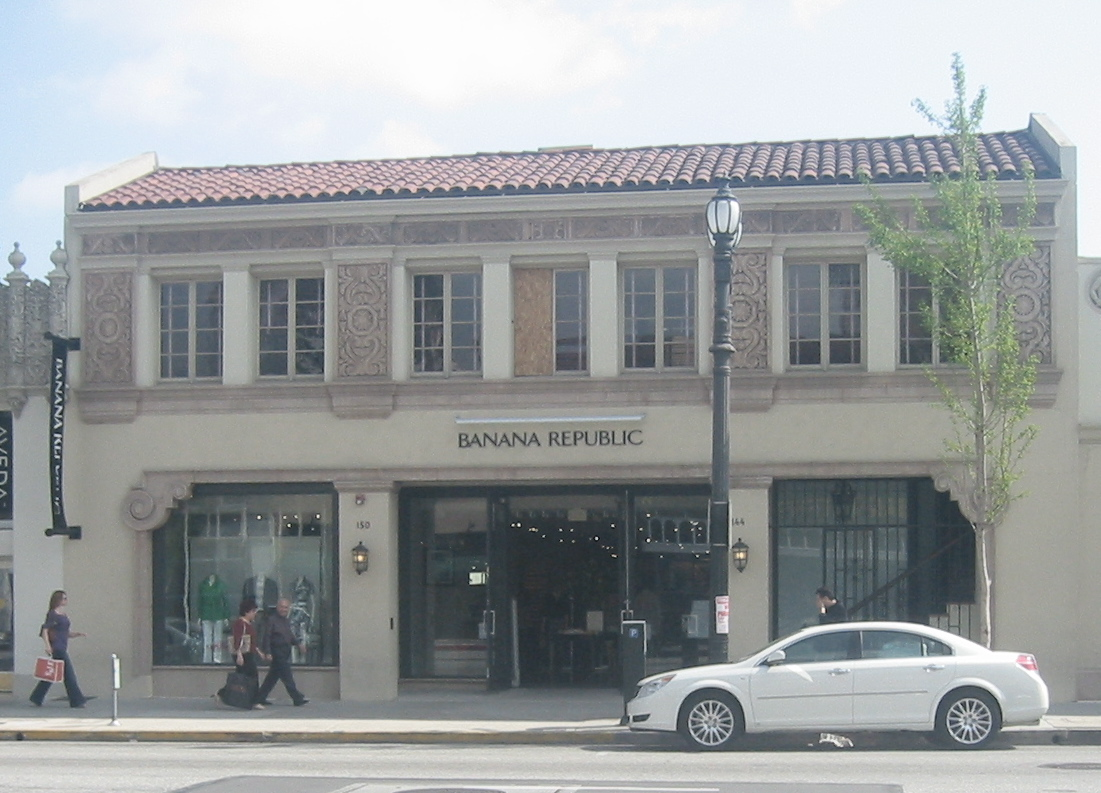
Tienda de Banana Republic en Colorado Boulevard, Pasadena, California.

El escaparatismo de las primeras tiendas pretendía captar la atención del cliente incidiendo en una aproximación a los entornos de aventura y safari basado en el uso de efectos especiales, con jeeps y árboles selváticos reales, humo de carbonilla y vaporización de agua en los escaparates, que dotaba a las tiendas de un carácter ciertamente hollywoodense.

## Trayectoria empresarial
- 1978: Apertura de la primera tienda en Mill Valley, California.
- 1983: Son adquiridos por Gap.
- 1988: Se abre la tienda n.º 100, y deja de producir sus catálogos de "Travel & Safari".
- 1993: Comienza la transición a marca "lifestyle" incluyendo joyería y accesorios en piel.
- 1995: Primera tienda fuera de EE. UU., y se introducen líneas de cuidado personal y calzado.
- 1996: Se añaden regalo y accesorios de hogar a las líneas de producto.
- 1998: Se superan los 1000 millones de dólares de facturación por primera vez.
- 1999: Primera tienda en línea propia de Banana Republic.
- 2005: Primera tienda en Japón, concretamente en Ginza, Tokio.
- 2008: Primera tienda en Europa, en la Regent Street de Londres.
- 2012: Primera tienda en Sudamérica, en Mall Costanera Center de Santiago de Chile.